# Pedilochilus
Pedilochilus é um género botânico pertencente à família das orquídeas (Orchidaceae).